# Тулово (Болгария)
Тулово (болг. Тулово) — село в Болгарии. Находится в Старозагорской области, входит в общину Мыглиж. Население составляет 1 361 человек.

## Политическая ситуация
В местном кметстве Тулово, в состав которого входит Тулово, должность кмета (старосты) исполняет Милен Бонев Бакалов (Граждане за европейское развитие Болгарии (ГЕРБ)) по результатам выборов правления кметства.
Кмет (мэр) общины Мыглиж — Стойчо Иванов Цанев (Болгарская социалистическая партия (БСП)) по результатам выборов в правление общины.